# Ahmed Sghaïer
Ahmed Sghaïer (arabe : احمد محي الدين الصغير), né le 2 janvier 1937 à Tunis, est un joueur de football international tunisien qui évolue au poste de défenseur. Il a également exercé en tant qu'entraîneur.

## Biographie

### Carrière en club
Formé à la Jeunesse sportive de La Manouba, il y joue jusqu'en 1960 où, bien qu'évoluant en quatrième division, il attire l'attention des recruteurs. Les dirigeants de l'Union sportive tunisienne (UST) réussissent à l'engager malgré l'opposition de son club d'origine, ce qui le condamne à une licence B qui signifie une année d'inactivité. Paradoxalement, l'entraîneur national de l'équipe de Tunisie, Milan Kristić, l'appelle en sélection et le titularise malgré son chômage sportif. L'année suivante, il est autorisé à jouer avec l'UST dont il porte les couleurs jusqu'en 1965, année de sa rétrogradation en seconde division. Il décide alors de mettre fin à sa carrière active malgré les sollicitations d'autres clubs.

### Carrière en sélection
Il dispute son premier match international le 18 août 1960 contre Taïwan puis s'impose comme titulaire au sein de la défense pendant cinq ans.
Avec l'équipe de Tunisie, il figure dans le groupe des sélectionnés lors des coupes d'Afrique des nations de 1962 et 1963. Il se classe troisième de la compétition en 1962.
Il participe également aux Jeux olympiques de 1960 organisés à Rome.
Il remporte la coupe arabe des nations en 1963 et la médaille d'argent des Jeux de l'amitié franco-africaine en 1963.

### Carrière d'entraîneur
En tant qu'entraîneur, il dirige surtout son équipe d'origine qui a fusionné avec celle de Den Den.
- 1965-1967, 1969-1971, 1972-1974, 1977-1979, 1980-1981, 1984 : Mouldiet Manouba
- 1980, 1981-1983 : Union sportive de Djebel Jelloud